# Ejército del Noreste
El Ejército del Noreste (en chino tradicional, 東北軍; en chino simplificado, 东北军; pinyin, Dōngběi Jūn) fue el ejército chino de la camarilla de Fengtian hasta la reunificación de China en 1928. En lo que serían algunos adelantos de la segunda guerra sino-japonesa, desde 1931 hasta 1933, el Ejército del Noreste también tuvo un papel importante enfrentando a las fuerzas japonesas en Manchuria, Rehe y Hebei.
Zhang Xueliang comandó este ejército después del asesinato de su padre, Zhang Zuolin. Antes del incidente de Mukden el Ejército del Noreste poseía 12 brigadas de infantería y 2 brigadas de caballería (se estima un total de 179.505 tropas) en Manchuria, junto con 12 brigadas de infantería, 2 brigadas de caballería y 3 brigadas de artíllería en el norte de China.
Tras el incidente de Mukden y el retiro chino de Manchuria, Japón procedió a confiscar el arsenal y las armas del ejército, quedando éste desarmado. Muchas unidades debieron entonces ser equipadas con pistolas, granadas y espadas tradicionales chinas. 
El Ejército del Noreste defendió Chinchow contra los japoneses en 1931, y Jehol y Hebei en 1933 frente a la Operación Nekka. Posteriormente Zhang Xueliang renunciaría a su cargo, el 12 de marzo de 1933. Su sucesor fue el general He Yingqin. Aunque desde ese momento hay pocos datos respecto al Ejército del Noreste, hay referencias sobre su participación enfrentamiento a fuerzas japonesas en 1935, en medio de la segunda guerra sino-japonesa.